# 김윤석 (배우)
김윤석(1967년 2월 21일 ~ )은 대한민국의 배우다.

## 생애 및 이력
김윤석은 충청북도 단양군 출신으로 태어나자마자 가족이 부산으로 이동해 20년 넘게 살았다. 1986년 동의대 재학시절 당시 민주화 투쟁으로 휴교·휴강이 잇따른 이유 때문에 군입대를 생각하고 있던 김윤석은 어느 날 야외에서 극예술동호회(연극) 소속 교우 몇 명이 모여 연극 연습을 하는 걸 보고 매료를 느껴 곧바로 입회, 연극 《색시공》 등에 출연했다. 취미로 우연찮게 연기를 시작해, 1988년 연극 《욕망이라는 이름의 전차》로 데뷔하였다. 하지만 3개월 동안 50만원이라는 낮은 수입과 배우 생활에 회의감을 느껴 고향인 부산으로 내려가 5년여 동안 연극 활동을 하지 않고 지인의 부탁을 받아 라이브 재즈 카페를 맡아 운영하기도 했다.
이후 "배우가 연기 안 하고 뭐 하고 있느냐?", "서울로 와서 다시 연기를 하라…."는 송강호의 전화를 받은 그는 고민 끝에 미련 없이 연기에 달려들어 보자고 마음먹고 다시 서울로 상경해 대학로 대표 극단인 연우, 산울림, 학전 등에서 10년 넘게 활동해 연극 《국물있사옵니다》, 《고도를 기다리며》, 《의형제》, 《밤으로의 긴 여로》, 《오이디푸스의 이름》, 《지하철 1호선》 등의 수많은 연극 작품에서 활동하였다. 1997년 극단 예오의 대표로 활동하기도 했다.

#### 영화 배우로서 도약 및 활동
1994년 영화 《어린 연인》을 통해 단역으로 영화계에 입문한 그는 2004년 드라마 《제주도의 푸른 밤》, 《부활》등과 영화 《시실리 2km》, 《범죄의 재구성》(2004), 《내 생애 가장 아름다운 일주일》, 《파랑주의보》, 《야수》(2005), 《천하장사 마돈나》 등의 작품에서 조연급으로 출연했고, 주로 연극판에서 활동하다 비교적 늦은 나이에 영화로 무대를 옮긴 이후 영화 2006년 최동훈 감독의 영화 《타짜》에서 매력적인 악인 도박꾼 '아귀' 역할로 깊은 인상을 남기며, 이 작품을 계기로 배우 김윤석의 재발견이라는 호평을 받았고 그해 대종상, 부산영화평론가협회상 남우조연상을 수상하였다. 또한 그해, 드라마 《인생이여 고마워요》에 이어 《있을 때 잘해!!》에서 외도로 전처와 이혼하는 뻔뻔한 나쁜 남편 역할로 출연해 주부층의 눈길을 사로 잡으며 MBC 연기대상 남자 우수상을 수상하였다.
이듬해, 2008년 500만 관객을 돌파한 나홍진 감독의 스릴러 영화 《추격자》에서는 출장 안마소(보도방)를 운영하는 전직 형사 엄중호 역을 맡아 연쇄 살인범(하정우)을 쫓는 역할을 맡아 평단과 관객의 호평을 받았으며, 그 해 영화제에서 7개의 남우주연상을 수상하며 동년배의 송강호, 설경구와 뒤를 잇는 연기파 배우로 떠올랐다.
이후 그는 2009년 영화 《거북이 달린다》, 《황해》(2010), 《완득이》(2011), 《도둑들》(2012) 등을 연달아 히트시키며 충무로의 신 흥행킹으로 우뚝 섰으며, 총 3426만 3602명의 관객수를 기록했으며, 5년 동안 이같은 빠른 성적을 거둔 배우는 김윤석이 유일하다. 《남쪽으로 튀어》, 《화이 : 괴물을 삼킨 아이》(2013), 《타짜: 신의 손》, 《해무》(2014) 등의 작품에 출연했다.

### 결혼과 가족
김윤석은 2000년 연극 《의형제》에서 호흡을 맞춘 배우 방주란과 2002년에 결혼, 두 딸을 두었다.

## 학력
- 아미국민학교 졸업
- 토성중학교 졸업
- 혜광고등학교 졸업
- 동의대학교 인문대학 독어독문학 학사

## 필모그래피

### 영화
| 연도 | 제목                             | 역할               | 감독           | 비고                |
| ---- | -------------------------------- | ------------------ | -------------- | ------------------- |
| 1994 | 《어린 연인》                    | 가라오케 학생      | 이성수         | 단역                |
| 2001 | 《베사메무쵸》                   | 집달관1            | 전윤수         | 단역                |
| 2002 | 《울랄라 씨스터즈》              | 사채 퀵            | 박제현         | 단역                |
| 2004 | 《범죄의 재구성》                | 이 형사            | 최동훈         |                     |
| 2004 | 《시실리 2km》                   | 학규               | 신정원         | 단역                |
| 2005 | 《내 생애 가장 아름다운 일주일》 | 동만               | 민규동         | 단역                |
| 2005 | 《파랑주의보》                   | 생물 선생님        | 전윤수         |                     |
| 2005 | 《야수》                         | 주현태             | 김성수         |                     |
| 2006 | 《천하장사 마돈나》              | 오동구 부          | 이해영, 이해준 |                     |
| 2006 | 《타짜》                         | 아귀               | 최동훈         |                     |
| 2007 | 《즐거운 인생》                  | 성욱               | 이준익         |                     |
| 2008 | 《추격자》                       | 엄중호             | 나홍진         |                     |
| 2009 | 《거북이 달린다》                | 조필성             | 이연우         |                     |
| 2009 | 《전우치》                       | 화담               | 최동훈         | 본작의 진 최종 보스 |
| 2010 | 《황해》                         | 면정학             | 나홍진         |                     |
| 2011 | 《완득이》                       | 이동주             | 이한           |                     |
| 2012 | 《도둑들》                       | 마카오 박 (박도현) | 최동훈         | 첫 천만영화         |
| 2013 | 《남쪽으로 튀어》                | 최해갑             | 임순례         |                     |
| 2013 | 《화이 : 괴물을 삼킨 아이》      | 윤석태             | 장준환         |                     |
| 2014 | 《타짜: 신의 손》                | 아귀               | 강형철         |                     |
| 2014 | 《해무》                         | 강철주             | 심성보         |                     |
| 2015 | 《쎄시봉》                       | 오근태             | 김현석         |                     |
| 2015 | 《극비수사》                     | 공길용             | 곽경택         |                     |
| 2015 | 《검은 사제들》                  | 김범신             | 장재현         |                     |
| 2016 | 《당신, 거기 있어줄래요》        | 한수현             | 홍지영         |                     |
| 2017 | 《남한산성》                     | 김상헌             | 황동혁         |                     |
| 2017 | 《1987》                         | 박처원             | 장준환         |                     |
| 2018 | 《암수살인》                     | 김형민             | 김태균         |                     |
| 2019 | 《미성년》                       | 대원               | 김윤석         | 감독 데뷔작         |
| 2021 | 《모가디슈》                     | 한신성             | 류승완         |                     |
| 2023 | 《노량: 죽음의 바다》            | 이순신(†)          | 김한민         |                     |
| 2024 | 《대가족》                       | 함무옥             | 양우석         |                     |
| 2025 | 《바이러스》                     | 이균               | 강이관         |                     |
| 2025 | 《폭설》                         | 갑수               | 박선우, 홍의정 |                     |

### 연극
| 연도 | 제목                       | 역할 | 극단              | 공연 장소             |
| ---- | -------------------------- | ---- | ----------------- | --------------------- |
| 1988 | 《욕망이라는 이름의 전차》 |      | 극단 기성         |                       |
| 1993 | 《국물있사옵니다》         |      | 극단 연우         |                       |
| 1993 | 《여성반란》               |      | 극단 산울림       |                       |
| 1994 | 《지젤》                   |      | 극단 바탕골       |                       |
| 1994 | 《살찐 소파에 대한 일기》  |      | 하늘땅 소극장     |                       |
| 1994 | 《자전거》                 |      |                   |                       |
| 1994 | 《고도를 기다리며》        |      | 극단 산울림       |                       |
| 1994 | 《생일파티》               |      |                   |                       |
| 1998 | 《모스키토》               |      | 극단 학전         |                       |
| 1998 | 《에쿠우스》               |      | 극단 실험극장     | 동숭로 아트홀         |
| 2000 | 《아싸나체》               |      | 극단 여백         | 알과핵 소극장         |
| 2000 | 《의형제》                 |      | 극단 학전         | 학전블루 소극장       |
| 2001 | 《오이디푸스의 이름》      |      | 극단 여백         | 예술의전당 자유소극장 |
| 2001 | 《지하철 1호선》           |      | 극닥 학전         |                       |
| 2002 | 《밤으로의 긴 여로》       |      | 극단 독립극장     | 동숭아트센터 소극장   |
| 2006 | 《가을날의 꿈》            |      | 극단 아룽구지극장 |                       |

### TV 드라마
| 연도      | 방송사   | 제목                                  | 역할        | 비고        |
| --------- | -------- | ------------------------------------- | ----------- | ----------- |
| 2004      | KBS2     | 《드라마시티 - 아나그램》             | 형사        | 단막극      |
| 2004      | KBS2     | 《드라마시티 - 제주도 푸른 밤》       | 경수        | 단막극      |
| 2005      | KBS2     | 《드라마시티 - 주택 개보수 작업일지》 |             | 단막극      |
| 2005      | KBS2     | 《러브홀릭》                          | 검찰 수사관 | 월화 드라마 |
| 2005      | KBS2     | 《부활》                              | 천공명      | 수목 드라마 |
| 2006      | KBS2     | 《인생이여 고마워요》                 | 강윤호      | 주말연속극  |
| 2006~2007 | MBC      | 《있을 때 잘해!!》                    | 하동규      | 아침드라마  |
| 2024년    | 넷플릭스 | 아무도 없는 숲속에서                  | 전영하      | OTT 드라마  |

## 그외 활동

### 진행
- 2009년 제14회 부산국제영화제 개막식 (장미희와 공동 진행)

### 광고
- 2002년 현대스위스금융그룹
- 2006년 LG전자 엑스캔버스 TV
- 2008년 모두투어
- 2009년 팬택 스카이 큐브릭
- 2019년 네이버 시리즈

### 기타 경력
- 1997년 극단 예오 대표
- 2006년 제24회 부산연극제 홍보대사
- 2009년 제46회 대종상영화제 홍보대사
- 2010년 고양세무서 홍보대사

### 라디오 프로그램
- 2015년 EBS 《EBS 책 읽는 라디오 낭독 시리즈》

## 수상 및 후보
| 연도 | 시상식                                                   | 부문                                            | 작품              | 결과 |
| ---- | -------------------------------------------------------- | ----------------------------------------------- | ----------------- | ---- |
| 2006 | MBC 연기대상                                             | 남자 우수연기상                                 | 있을 때 잘해      | 수상 |
| 2006 | 제27회 청룡영화상                                        | 남우조연상                                      | 타짜              | 후보 |
| 2007 | 제8회 부산영화평론가협회상                               | 남우조연상                                      | 타짜              | 수상 |
| 2007 | 제1회 대한민국 영화연기대상                              | 남우조연상                                      | 타짜              | 수상 |
| 2007 | 제44회 대종상                                            | 남우조연상                                      | 타짜              | 수상 |
| 2007 | 동의대학교                                               | 개교 30주년 기념 제1회 자랑스러운 동의대인 선정 | [ 20 ]            | 수상 |
| 2008 | 제44회 백상예술대상                                      | 영화부문 남자 최우수연기상                      | 추격자            | 후보 |
| 2008 | 제45회 대종상                                            | 남우주연상                                      | 추격자            | 수상 |
| 2008 | 제45회 대종상                                            | 남자인기상                                      | 추격자            | 수상 |
| 2008 | 제16회 이천춘사대상영화제                                | 남우주연상 (하정우와 공동 수상)                 | 추격자            | 수상 |
| 2008 | 제9회 부산영화평론가협회상                               | 남우주연상                                      | 추격자            | 수상 |
| 2008 | 제17회 부일영화상                                        | 남우주연상                                      | 추격자            | 수상 |
| 2008 | 제29회 청룡영화상                                        | 남우주연상                                      | 추격자            | 수상 |
| 2008 | 제7회 대한민국 영화대상                                  | 남우주연상                                      | 추격자            | 수상 |
| 2008 | 제4회 대한민국 대학영화제                                | 남우주연상                                      | 추격자            | 수상 |
| 2008 | 제2회 아시아 태평양 스크린 어워드                        | 남우주연상                                      | 추격자            | 후보 |
| 2009 | 제1회 KMDb 초이스 어워드                                 | 남우주연상                                      | 추격자            | 수상 |
| 2009 | 제18회 부일영화상                                        | 남우주연상                                      | 거북이 달린다     | 후보 |
| 2009 | 제46회 대종상                                            | 남우주연상                                      | 거북이 달린다     | 후보 |
| 2009 | 제30회 청룡영화상                                        | 남우주연상                                      | 거북이 달린다     | 후보 |
| 2010 | 제46회 백상예술대상                                      | 영화부문 남자 최우수연기상                      | 거북이 달린다     | 후보 |
| 2011 | 제20회 부일영화상                                        | 남우주연상                                      | 황해              | 후보 |
| 2011 | 제48회 대종상                                            | 남우주연상                                      | 황해              | 후보 |
| 2011 | 제32회 청룡영화상                                        | 남우주연상                                      | 황해              | 후보 |
| 2011 | 씨네21 영화상                                            | 올해의 남자배우                                 | 황해, 완득이      | 수상 |
| 2012 | 제3회 한국영화기자협회 올해의 영화상                     | 남우주연상                                      | 완득이            | 수상 |
| 2012 | 제48회 백상예술대상                                      | 영화부문 남자 최우수연기상                      | 완득이            | 후보 |
| 2012 | 제21회 부일영화상                                        | 남우주연상                                      | 완득이            | 후보 |
| 2012 | 제33회 청룡영화상                                        | 남우주연상                                      | 완득이            | 후보 |
| 2012 | 제20회 대한민국문화연예대상                              | 영화부문 대상                                   | 도둑들            | 수상 |
| 2012 | 제12회 대한민국청소년영화제                              | 남자배우부문 인기영화인상                       | 도둑들            | 수상 |
| 2015 | 제24회 부일영화상                                        | 남우주연상                                      | 극비수사          | 후보 |
| 2017 | 제38회 청룡영화상                                        | 남우주연상                                      | 남한산성          | 후보 |
| 2018 | 제12회 아시안 필름 어워즈                                | 남우주연상                                      | 1987              | 후보 |
| 2018 | 제54회 백상예술대상                                      | 영화부문 남자 최우수연기상                      | 1987              | 수상 |
| 2018 | 제54회 백상예술대상                                      | 영화부문 대상                                   | 1987, 남한산성    | 후보 |
| 2018 | 제17회 뉴욕 아시아 영화제                                | 아시아 스타상                                   | 1987              | 수상 |
| 2018 | 제23회 춘사영화제                                        | 남우주연상                                      | 1987              | 후보 |
| 2018 | 제27회 부일영화상                                        | 남우주연상                                      | 1987              | 후보 |
| 2018 | 제55회 대종상                                            | 남우주연상                                      | 1987              | 후보 |
| 2018 | 제3회 London East Asia Film Festival(런던동아시아영화제) | 남우주연상                                      | 암수살인          | 수상 |
| 2018 | 제39회 청룡영화상                                        | 남우주연상                                      | 1987              | 수상 |
| 2018 | 제38회 황금촬영상                                        | 최우수 남우주연상                               | 1987              | 수상 |
| 2018 | 제7회 대한민국 베스트 스타상                             | 베스트 주연상                                   | 암수살인          | 수상 |
| 2018 | 씨네21 영화상                                            | 올해의 남자배우                                 | 1987              | 수상 |
| 2019 | 제23회 판타지아 국제영화제                               | 베스트 데뷔상                                   | 미성년            | 수상 |
| 2019 | 제28회 부일영화상                                        | 남자 인기스타상                                 | 암수살인, 미성년  | 후보 |
| 2019 | 제39회 하와이 국제영화제                                 | 넷팩상                                          | 미성년            | 수상 |
| 2019 | 제39회 한국영화평론가협회상                              | 10대 영화상                                     | 미성년            | 수상 |
| 2019 | 제40회 청룡영화상                                        | 신인감독상                                      | 미성년            | 후보 |
| 2019 | 제19회 디렉터스 컷 시상식                                | 올해의 신인감독상                               | 미성년            | 후보 |
| 2020 | 제56회 대종상                                            | 신인감독상                                      | 미성년            | 후보 |
| 2020 | 벡델데이 2020                                            | 벡델리안 작가상                                 | 미성년            | 수상 |
| 2021 | 제30회 부일영화상                                        | 남우주연상                                      | 모가디슈          | 후보 |
| 2021 | 제42회 청룡영화상                                        | 남우주연상                                      | 모가디슈          | 후보 |
| 2022 | 제58회 백상예술대상                                      | 영화부문 남자 최우수연기상                      | 모가디슈          | 후보 |
| 2022 | 제27회 춘사국제영화제                                    | 남우주연상                                      | 모가디슈          | 후보 |
| 2022 | 제13회 대한민국 대중문화예술상                           | 대통령 표창                                     | 빈칸              | 수상 |
| 2024 | 제60회 백상예술대상                                      | 영화부문 남자 최우수연기상                      | 노량: 죽음의 바다 | 후보 |

## 명대사
| “ | 동작 그만! 밑장빼기냐? 내 패하고 정마담 패를 밑에서 뺐지, 내가 빙다리 핫바지로 보이냐 이 XX야? | ” |
|   | — 영화 《타짜》 中                                                                             |   |

| “ | 패 건들지마! 손모가지 날라가붕게! 해머가져와! | ” |
|   | — 영화 《타짜》 中                            |   |

| “ | 야 4885. 너지?       | ” |
|   | — 영화 《추격자》 中 |   |

| “ | 여자는 치마가 짧고 머리는 길어야지. | ” |
|   | — 영화 《도둑들》 中                |   |

| “ | 책상을 탁 치니, 억,하고.응?. | ” |
|   | — 영화 《1987》              |   |